# Luminosità superficiale
La luminosità superficiale è una grandezza fisica impiegata in astronomia per indicare la luminosità degli oggetti astronomici estesi (a differenza delle stelle che appaiono puntiformi), come galassie e nebulose.
Generalmente la magnitudine apparente di un oggetto astronomico indica la sua luminosità complessiva. Se per esempio una galassia è indicata come avente una magnitudine pari a 12,5, significa che, quando si guarda la galassia, il totale della luce che percepiamo equivale a quella di una stella di magnitudine 12,5. Tuttavia le stelle appaiono solitamente puntiformi, quindi tutta la loro luce è concentrata in un punto; invece in oggetti più estesi la luce è distribuita su un'area maggiore, di parecchi arcosecondi o perfino minuti d'arco. Ne consegue che, a parità di magnitudine, la galassia apparirà più debole e difficile da osservare, rispetto alla stella. Quindi la luminosità superficiale di un oggetto indica quanto l'oggetto è effettivamente osservabile.

## Descrizione
La magnitudine complessiva è la misura della luminosità di un oggetto astronomico esteso come una nebulosa, un ammasso, una galassia o una cometa. Può essere ottenuta sommando le singole luminosità dell'intera area dell'oggetto, oppure ricorrendo a un fotometro e variando i valori di apertura. A questo valore occorre sottrarre la luminosità dello sfondo in modo da produrre la luminosità complessiva. Il valore così ottenuto è lo stesso di un oggetto puntiforme che emetta la stessa quantità di energia.
La luminosità complessiva di una cometa è data dalla somma della luminosità della chioma e del nucleo cometario.

## Calcolo della luminosità superficiale
La luminosità superficiale viene solitamente data in magnitudini per arcosecondo quadro. Poiché la magnitudine è logaritmica, il calcolo della luminosità superficiale non può essere fatto con una semplice divisione delle magnitudine per l'area; infatti, per una sorgente di magnitudine m, che si estende in un'area di A arcosecondi quadrati, la luminosità superficiale S sarà:
{\displaystyle S=m+2,5\cdot \log A}
Per gli oggetti astronomici, la luminosità superficiale è analoga alla luminanza fotometrica ed è perciò costante con la distanza: la luminosità di un oggetto diviene più debole all'aumentare della distanza, ma diminuisce anche la sua dimensione visuale. In termini geometrici, per un oggetto vicino che emette una data quantità di luce, il flusso radiante decresce con il quadrato della distanza dall'oggetto, mantenendo costante la luminosità superficiale. Per oggetti estesi come le nebulose o le galassie, questo permette la stima della distanza spaziale a partire dalla luminosità superficiale utilizzando il modulo della distanza o la distanza di luminosità.